# Ermita de Santa Lucía (Denia)
La ermita de Santa Lucía en municipio de Denia (Provincia de Alicante, España), está situada en la partida de Santa Lucía, y se accede a la misma por el camino de Santa Lucía, o bien, por un desvío de la carretera de Les Rotes.
Se trata de uno de los ejemplares de edificios religiosos góticos con la tipología de los denominados "de conquista". Este edificio lo situaríamos, cronólogicamente, en la primera mitad del siglo XV.
Es un edificio de nave única, de planta rectangular. El espacio interior está dividido en dos tramos por un arco central apuntado. La fachada presenta un portal de acceso de sillería con un arco de medio punto, una esquina de sillería reforzada con zócalo, así como una espadaña de cronología posterior.
La fiesta se celebra el 13 de diciembre, acogiendo a visitantes de Denia y su comarca, incluso de comarcas vecinas.